# Josef Herold (Politiker, 1861)

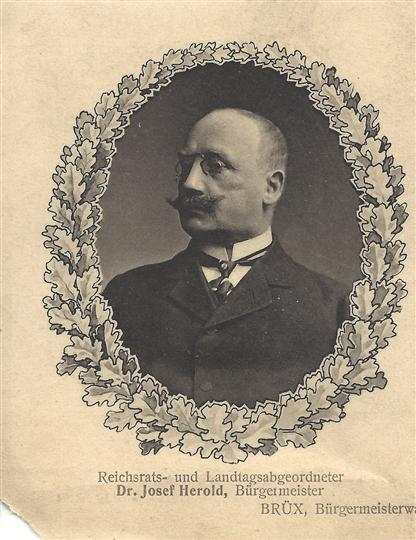
Josef Herold

Josef Herold (* 11. Oktober 1861 in Skyrl,  Böhmen; † 5. März 1932 in Brüx)  war ein österreichisch-tschechischer  Rechtsanwalt und Politiker. Er gehörte von 1905 bis 1918 dem Abgeordnetenhaus des Österreichischen Reichsrates an. Zwischen 1918 und 1919 war er Mitglied der Provisorischen Nationalversammlung an.

## Leben
Herold besuchte nach der Volksschule das Gymnasium in Brüx und Komotau und absolvierte in der Folge die deutsche Universität in Prag. Er studierte Rechtswissenschaften und promovierte zum Dr. jur. Während seines Studiums wurde er Mitglied der Burschenschaft Albia Prag (heute Münchener Burschenschaft Sudetia). Nach seiner Zeit als Einjährig-Freiwilliger mit dem Dienstgrad Leutnant der Reserve arbeitete Herold als Rechtspraktikant in Eger, danach war er Konzipient in Mies, Kaaden und Brüx. 1893 gründete er in Brüx seine eigene Rechtsanwaltskanzlei. 
Er war politisch als Stadtrat in Brüx aktiv und engagierte sich als Mitglied der Bundesleitung des „Bundes der Deutschen in Böhmen“ sowie ab 1894 als Mitglied des Schiedsgerichtes des „Deutschen Schul-Vereins“. Er wurde 1905 in den Böhmischen Landtag gewählt und wurde noch im selben Jahr Mitglied des Reichstags. Er kandidierte 1907 und 1911 im Wahlbezirk Böhmen 84 für die Deutschradikale Partei und setzte sich jeweils mit rund 63 Prozent der stimmen im ersten Wahlgang durch. Zwischen 1910 und 1918 übernahm er auch das Amt des Bürgermeisters in Brüx. Als Mitglied zahlreicher nationaler Verbände und Führer der Deutschradikalen in Böhmen wurde Herold 1918 verhaftet und des Landes verwiesen. Er lebte in Dresden, wurde amnestiert und zog sich in der Folge aus der Politik zurück.